# Ернст Мунцингер
Ернст Мунцингер (на немски: Ernst Munzinger) е германски лейтенант-полковник от Вермахта, участвал в опита за убийство на фюрера Адолф Хитлер от 20 юли 1944 г.

## Биография
Мунцингер, син на пивовар, когато напуска училище, иска да стане журналист. Следвайки напътствията на баща си, емигрира през 1883 г. от Цвайбрюкен (Германия) в Рига (Латвия). Започва да учи право в университета Лудвиг Максимилиан в Мюнхен. През 1910 г. става член на корпуса Исария. Прекъсва образованието си, когато е назначен в баварската армия и служи на кралския баварски пехотен полк „Принц Уилям от Хоенцолерн“, номер 22 в Цуйбрукен.
След избухването на Първата световна война семейството на Мунцингер е изгонено от Руската империя и се премества в Берлин. Мунцингер първоначално е на Западния фронт, а по-късно служи в разузнаването на Източния фронт. Достига ранг капитан и получава два железни кръста.
След войната той се връща в Рига заедно с баща си. Мунцингер се жени на 12 септември 1920 г. за Сента Бленк в Рига.
Има син и дъщеря. Изгражда химическа фабрика в Рига след приключване на търговското обучение. След издигането на нацистите на власт, той е експулсиран, защото открито симпатизира на националсоциализма. През 1933 г. се премества със семейството си в Берлин. След Кристалната нощ, Мунцингер се отказва от националсоциализма, поради насилието срещу евреите.
По време на Втората световна война Мунцингер е в Главно командване на Вермахта и работи като разузнавач в Абвер при Вилхелм Канарис. По-късно влиза в контакт със съпротивата, водена от Ханс фон Донани и Ханс Остер. През пролетта на 1944 г. е повишен до степен на лейтенант-полковник и приключва службата си във Вермахта и се завръща в цивилния живот. Мунзингер вече е информиран за планираното убийство на Хитлер от 20 юли 1944 г., но неговата роля в подготовката не е известна.
След неуспеха на заговора от 20 юли 1944 г. Мунцингер е арестуван от членове на СС в Залцбург и изпратен в затвора Лертерщрасе в Берлин. По време на битката в Берлин, Мунцингер е разстрелян заедно с 14 други борци от съпротивата през нощта на 23 април 1945 г. от Гестапо. Тялото му е погребано в масов гроб в Алт Моабит, но по-късно е преместено в гробището „Св. Пол“ в Берлин.